# Argumenterende teksttype
Den argumenterende teksttype benyttes til at argumentere for en sag eller emne. Man starter med en påstand, som så er bygget op med et belæg for at gøre den stærkere (Toulmins model). Denne teksttype kan ofte findes i debatter, debatindlæg og politik. Den indeholder også ofte agenskobling når man kommer med belæg som ”Han siger, så siger hun, i Politiken skriver de. ”